# Las partículas elementales
Las partículas elementales (en francés, Les Particules élémentaires) es una novela de Michel Houellebecq publicada en agosto de 1998 por Éditions Flammarion. Esta segunda novela del autor recibió el Premio Literario Internacional IMPAC de Dublín en 2002.

## Película
En 2006  se estrenó Las Partículas elementales,  una película alemana de Oskar Roehler basada en una versión libre de la novela de Houellebecq. Fue ganadora en 2006 de un Oso de Plata al mejor actor en el Festival Internacional de Cine de Berlín.

## Planteamiento y narrativa
La historia se revela como una especie de narrativa enmarcada, a pesar de que los acontecimientos descritos hubieran ocurrido sobre todo en 1999, la historia se desarrolla esencialmente cincuenta años después. Un método similar fue usado por Kurt Vonnegut en la novela Galápagos. Sin embargo, a diferencia de Vonnegut, Houellebecq solo revela el marco al lector en el epílogo. Gran parte de las secciones de la historia son presentadas en forma de diálogos de narración entre Michel, su amor de niñez, Annabelle, Bruno y la novia del divorciado Bruno, Christiane.

## Resumen
La obra, en tres partes, se desarrolla entre el 1 de julio de 1998 y el 27 de marzo de 2009, y cuenta la historia alternando entre dos narradores que son medios hermanos que no se conocen, Bruno y Michel, nacidos a finales de los años cincuenta.
Su madre, Janine, ha vivido a fondo los ideales de una sociedad permisiva. Nacida en 1928, crece en Argelia, donde su padre llegó trabajando como ingeniero, y va a París para completar sus estudios. Baila el bebop con Jean-Paul Sartre (al que encuentra notablemente feo); tiene muchos amantes (ella es muy bella) y se casa con un joven cirujano viril que ha hecho fortuna en el campo relativamente nuevo de la cirugía plástica. La pareja se divorcia dos años después del nacimiento de Bruno. Después abandona a este último y a su hermano Michel a sus muy pacientes abuelos. 
Janine se va a vivir a una comunidad en California; las analepsis permiten constatar la negligencia que reinaba en la casa y la brutalidad de la escuela a la que iban Bruno y Michel. Ninguno de los dos hermanos se recuperará realmente de estos acontecimientos en su infancia.
Michel Djerzinski, abandonado por sus padres, ha vivido con su abuela cuya muerte le impide experimentar verdaderas emociones.

## Personajes
La historia se centra en las vidas de Bruno Clément y Michel Djerzinski, dos hermanastros franceses nacidos de un matrimonio hippie. Michel, criado por su abuela paterna, se convierte en un introvertido biólogo molecular que en última instancia es responsable de los descubrimientos que conducen a la eliminación de la reproducción sexual. La educación de Bruno es mucho más trágica: arrastrado de un internado  a otro, termina en un matrimonio sin amor. Bruno se convierte en un lascivo e insaciable adicto sexual, cuyos flirteos con prostitutas y una relación sexual a través de Minitel no logran satisfacerlo. Esto llega al punto en que le dan la discapacidad en su trabajo, terminando en un hospital psiquiátrico después de una tentativa fracasada de seducir a una de sus estudiantes.

## Cita
Aceptar la ideología del cambio continuo es aceptar que la vida de un hombre se reduzca estrictamente a su existencia individual, y que las generaciones pasadas y futuras ya no tengan ninguna importancia para él. Así vivimos, y actualmente tener un hijo ya no tiene sentido para un hombre. El caso de las mujeres es diferente, porque siguen necesitando alguien a quien amar; cosa que nunca ha sido y nunca será el caso de los hombres. Es falso pretender que los hombres también necesitan cuidar a un bebé, jugar con sus hijos, hacerles mimos. Por mucho que lo repitan desde hace años, sigue siendo falso. En cuanto un hombre se divorcia, tan pronto como se rompe el entorno familiar, las relaciones con los hijos pierden todo su sentido. El hijo es la trampa que se cierra, el enemigo al que hay que seguir manteniendo y que nos va a sobrevivir.